# Clidemia fissinervia
Clidemia fissinervia är en tvåhjärtbladig växtart som beskrevs av Henry Allan Gleason. Clidemia fissinervia ingår i släktet Clidemia och familjen Melastomataceae. Inga underarter finns listade i Catalogue of Life.